# 원효사 (광주)
원효사(元曉寺)는 광주광역시 북구 금곡동 무등산에 있는 사찰이다. 대한불교조계종 제21교구 본사인 송광사의 말사이다. 절 주변에는 무명의 고려시대 묘탑을 비롯하여 조선 중기의 회운당부도(會雲堂浮屠) 등이 산재되어 있다. 또 각 마루에는 용.거북. 비둘기 등의 동물들이 조각  되어 있다. 그리고 이 절에서 무등산의 정상 쪽으로 골짜기를 넘은 곳에 의상대(義湘臺)라는 매우 수려한 바위 봉우리가 있으며, 그 아래에는 의상토굴이 있다.

## 소장 문화재
- 광주 원효사 동부도 (광주광역시 유형문화재 제7호)
- 광주 원효사 출토 유물 (광주광역시 유형문화재 제8호)
- 광주 원효사 소장 만수사 범종 (광주광역시 유형문화재 제15호)

## 같이 보기
- 무등산